# Purbosari (Ngadirejo)
Purbosari is een bestuurslaag in het regentschap Temanggung van de provincie Midden-Java, Indonesië. Purbosari telt 2604 inwoners (volkstelling 2010).